# Otacilia guposhan
Otacilia guposhan (лат.) — вид аранеоморфных пауков рода Otacilia из семейства Phrurolithidae.

## Распространение
Встречаются в Китае (Гуанси-Чжуанский автономный район: Hezhou City, Pinggui district, Guposhan scenic spot; 24°37′47.49″N, 111°31′46.89″E, на высоте 830 м).

## Описание
Мелкие пауки, длина тела около 2 мм. Карапакс жёлтый, с несколькими фигурами, напоминающими стекающие капли воды, возле фовеа. Брюшко белое, с небольшим узким дорсальным скутумом; дорзум с парой чёрных треугольных узоров и четырьмя шевронными полосами сзади. Этот новый вид похож на Otacilia celata (Fu, Chen & Zhang, 2016) сильным ретролатеральным голенным апофизом и дорсальным тибиальным апофизом, но может быть распознан по: 1) изгибающемуся вверх эмболусу (против не изгибающегося), 2) изогнутым, клювовидным ретролатеральному голенному апофизу и дорсальному голенному апофизу (против не изогнутого), 3) треугольному тегулярному апофизу (против полукруглого), 4) трещинообразные копулятивные отверстия (против круглых) и 5) более длинные генитальные соединительные трубки (против коротких). Наземные пауки, обитающие в опавших листьях на лесной подстилке.

## Таксономия и этимология
Вид был впервые описан в 2023 году группой китайских арахнологов (Yannan Mu, Feng Zhang; Hebei University, Баодин, Хэбэй, Китай) по материалам из Китая. Видовое название образовано от типового местонахождения (Guposhan).